# Equitazione ai Giochi della XI Olimpiade - Concorso completo individuale
La competizione del concorso completo individuale di equitazione dai Giochi della XI Olimpiade si è svolta nei giorni dal 13 al 16 agosto. 
Le prove si svolte nelle seguenti sedi: 
- Dressagge presso il Reich Sport Field il 13 e 14 agosto
- Cross-country presso Döberitz (Brandeburgo) il 15 agosto con le seguenti prove:
  - 7 Km su strade e sentieri
  - 4 Km di steeplechase
  - 15 Km su strade e sentieri
  - 8 Km di cross-country
  - 2 Km di prato
- Salto ad ostacoli allo stadio Olimpico di Berlino il 16 agosto.

## Classifica finale
| Pos.    | Binomio                    | Binomio         | Nazione        | Punti     | Dressage | Cross-Country | Cross-Country | Cross-Country | Cross-Country | Cross-Country | Ostacoli | Ostacoli |
| Pos.    | Cavaliere                  | Cavallo         | Nazione        | Punti     | Dressage | 7Km           | 4Km           | 15Km          | 8Km           | 2Km           | Ostacoli | Tempo    |
| ------- | -------------------------- | --------------- | -------------- | --------- | -------- | ------------- | ------------- | ------------- | ------------- | ------------- | -------- | -------- |
| Oro     | Ludwig Stubbendorff        | Nurmi           | Germania       | -37,70    | -96,70   | 0,00          | 21,00         | 0,00          | 48,00         | 0,00          | -10,00   | 0,00     |
| Argento | Earl Foster Thomson        | Jenny Camp      | Stati Uniti    | -99,90    | -127,90  | 0,00          | 33,00         | 0,00          | 5,00          | 0,00          | -10,00   | 0,00     |
| Bronzo  | Hans Lunding               | Jason           | Danimarca      | -102,20   | -134,20  | 0,00          | 18,00         | 0,00          | 24,00         | 0,00          | -10,00   | 0,00     |
| 4       | Vincens Grandjean          | Grey Friar      | Danimarca      | -104,90   | -115,90  | 0,00          | 24,00         | 0,00          | -13,00        | 0,00          | 0,00     | 0,00     |
| 5       | Ágoston Endrődy            | Pandur          | Ungheria       | -105,70   | -134,70  | 0,00          | 21,00         | 0,00          | 18,00         | 0,00          | -10,00   | 0,00     |
| 6       | Rudolf Lippert             | Fasan           | Germania       | -111,60   | -118,60  | 0,00          | 3,00          | 0,00          | 24,00         | 0,00          | -20,00   | 0,00     |
| 7       | Alexander Scott            | Bob Clive       | Gran Bretagna  | -117,30   | -152,30  | 0,00          | 33,00         | 0,00          | 12,00         | 0,00          | -10,00   | 0,00     |
| 8       | Mario Mylius               | Saphir          | Svizzera       | -145,00   | -122,00  | 0,00          | 27,00         | 0,00          | -30,00        | 0,00          | -20,00   | 0,00     |
| 9       | Lőrinc Jankovich           | Irány           | Ungheria       | -154,30   | -153,30  | 0,00          | 27,00         | 0,00          | -8,00         | 0,00          | -20,00   | 0,00     |
| 10      | Khristo Malakchiev         | Mageremlek      | Bulgaria       | -156,80   | -136,80  | 0,00          | 12,00         | 0,00          | -22,00        | 0,00          | -10,00   | 0,00     |
| 11      | Carl-Adam Stjernswärd      | Altgold         | Svezia         | -175,60   | -102,60  | 0,00          | -40,00        | 0,00          | -13,00        | 0,00          | -20,00   | 0,00     |
| 12      | Takeichi Nishi             | Ascot           | Giappone       | -177,00   | -155,00  | 0,00          | 33,00         | 0,00          | -45,00        | 0,00          | -10,00   | 0,00     |
| 13      | Eddy Kahn                  | Espoir          | Paesi Bassi    | -217,80   | -109,80  | 0,00          | 24,00         | 0,00          | -102,00       | 0,00          | -30,00   | 0,00     |
| 14      | Karl Neumeister            | Karolus         | Austria        | -244,90   | -190,90  | 0,00          | 0,00          | 0,00          | -54,00        | 0,00          | 0,00     | 0,00     |
| 15      | Henryk Roycewicz           | Arlekin III     | Polonia        | -253,00   | -123,00  | 0,00          | 30,00         | 0,00          | -140,00       | 0,00          | -20,00   | 0,00     |
| 16      | Carl Raguse                | Trailolka       | Stati Uniti    | -263,70   | -167,70  | 0,00          | 24,00         | 0,00          | -110,00       | 0,00          | -10,00   | 0,00     |
| 17      | Petăr Angelov              | Liquidator      | Bulgaria       | -292,60   | -146,60  | 0,00          | 9,00          | -15,00        | -110,00       | 0,00          | -30,00   | 0,00     |
| 18      | Zdzisław Kawecki           | Bambino         | Polonia        | -300,70   | -127,70  | 0,00          | 18,00         | 0,00          | -151,00       | 0,00          | -40,00   | 0,00     |
| 19      | Edward Howard-Vyse         | Blue Steel      | Gran Bretagna  | -324,00   | -142,00  | 0,00          | 18,00         | 0,00          | -190,00       | 0,00          | -10,00   | 0,00     |
| 20      | Václav Procházka           | Harlekýn        | Cecoslovacchia | -324,30   | -189,30  | 0,00          | 15,00         | 0,00          | -140,00       | 0,00          | -10,00   | 0,00     |
| 21      | Seweryn Kulesza            | Tóska           | Polonia        | -438,00   | -138,00  | 0,00          | 30,00         | 0,00          | -330,00       | 0,00          | 0,00     | 0,00     |
| 22      | Hans Moser                 | Sergius         | Svizzera       | -490,50   | -111,50  | 0,00          | 36,00         | 0,00          | -230,00       | -165,00       | -20,00   | 0,00     |
| 23      | Josef Dobeš                | Leskov          | Cecoslovacchia | -497,70   | -167,70  | 0,00          | -10,00        | 0,00          | -300,00       | 0,00          | -20,00   | 0,00     |
| 24      | Konrad von Wangenheim      | Kurfürst        | Germania       | -527,35   | -176,60  | 0,00          | 36,00         | 0,00          | -350,00       | 0,00          | -30,00   | -6,75    |
| 25      | Henri Saint Cyr            | Fun             | Svezia         | -625,70   | -112,70  | 0,00          | 27,00         | 0,00          | -500,00       | 0,00          | -40,00   | 0,00     |
| 26      | Richard Fanshawe           | Bowie Knife     | Gran Bretagna  | -8754,20  | -222,20  | 0,00          | -2,00         | 0,00          | -8500,00      | 0,00          | -30,00   | 0,00     |
| 27      | Otomar Bureš               | Mirko           | Cecoslovacchia | -18130,70 | -170,70  | 0,00          | -10,00        | 0,00          | -17940,00     | 0,00          | -10,00   | 0,00     |
|         |                            |                 |                |           |          |               |               |               |               |               |          |          |
|         | Herbert Ziegler            | Manada          | Austria        | DNF       | -160,20  | 0,00          | 33,00         | DQ            |               |               |          |          |
|         | Todor Semov                | Lowak           | Bulgaria       | DNF       | -141,60  | 0,00          | 15,00         | 0,00          | -310,00       | 0,00          | DQ       |          |
|         | Niels Erik Leschly         | Wartburg        | Danimarca      | DNF       | -133,10  | 0,00          | 18,00         | 0,00          | DQ            |               |          |          |
|         | Werner Walldén             | Ennätys         | Finlandia      | DNF       | -171,70  | 0,00          | 21,00         | 0,00          | DQ            |               |          |          |
|         | Georges Margot             | Sayda           | Francia        | DNF       | -177,00  | 0,00          | 24,00         | 0,00          | -400,00       | 0,00          | DNS      |          |
|         | Amaury de la Moussaye      | Iroise          | Francia        | DNF       | -133,10  | 0,00          | 9,00          | 0,00          | DQ            |               |          |          |
|         | Henri Pernot du Breuil     | Boreal          | Francia        | DNF       | -159,80  | 0,00          | 24,00         | 0,00          | DNS           |               |          |          |
|         | István Visy                | Legény          | Ungheria       | DNF       | -132,90  | 0,00          | 12,00         | 0,00          | DQ            |               |          |          |
|         | Dino Ferruzzi              | Manola          | Italia         | DNF       | -113,00  | 0,00          | 18,00         | 0,00          | DNS           |               |          |          |
|         | Giuseppe Chiantia          | Dardo           | Italia         | DNF       | -131,70  | 0,00          | 15,00         | 0,00          | DQ            |               |          |          |
|         | Ranieri di Campello        | Inn             | Italia         | DNF       | -149,50  | 0,00          | 33,00         | 0,00          | DQ            |               |          |          |
|         | Asanosuke Matsui           | Shisei          | Giappone       | DNF       | -175,70  | 0,00          | 33,00         | 0,00          | DQ            |               |          |          |
|         | Manabu Iwahashi            | Galloping Ghost | Giappone       | DNF       | -156,80  | 0,00          | 24,00         | 0,00          | DQ            |               |          |          |
|         | Charles Pahud de Mortanges | Mädel wie Du    | Paesi Bassi    | DNF       | -116,90  | 0,00          | 6,00          | 0,00          | DQ            |               |          |          |
|         | Christiaan Tonnet          | Herlekijn       | Paesi Bassi    | DNF       | -121,10  | 0,00          | 21,00         | 0,00          | DQ            |               |          |          |
|         | Nils Sæbø                  | Athlet          | Norvegia       | DNF       | -159,80  | 0,00          | -40,00        | 0,00          | DQ            |               |          |          |
|         | Constantin Zahei           | 5000            | Romania        | DNF       | -132,40  | 0,00          | 36,00         | 0,00          | DQ            |               |          |          |
|         | Petre Chirculescu          | Gasconi         | Romania        | DNF       | -104,50  | 0,00          | 15,00         | DQ            |               |               |          |          |
|         | Pierre Mange               | Pedigree        | Svizzera       | DNF       | -137,90  | 0,00          | 12,00         | 0,00          | DQ            |               |          |          |
|         | Gustaf Nyblaeus            | Monaster        | Svezia         | DNF       | -157,90  | 0,00          | 36,00         | DQ            |               |               |          |          |
|         | Saadettin Erokay           | Akin            | Turchia        | DNF       | -141,40  | 0,00          | 18,00         | 0,00          | -300,00       | 0,00          | DQ       |          |
|         | Saim Polatkan              | Kismet          | Turchia        | DNF       | -157,30  | 0,00          | 12,00         | 0,00          | DQ            |               |          |          |
|         | John Willems               | Slippery Slim   | Stati Uniti    | DNF       | -124,60  | 0,00          | 21,00         | 0,00          | DQ            |               |          |          |